# تجمع وادي يوسن (غيل بن يمين)

تعديل مصدري - تعديل

تجمع وادي يوسن هي إحدى قرى عزلة غيل بن يمين بمديرية غيل بن يمين التابعة لمحافظة حضرموت، بلغ تعداد سكانها 260 نسمة حسب تعداد اليمن لعام 2004.